# Sven Stojanović

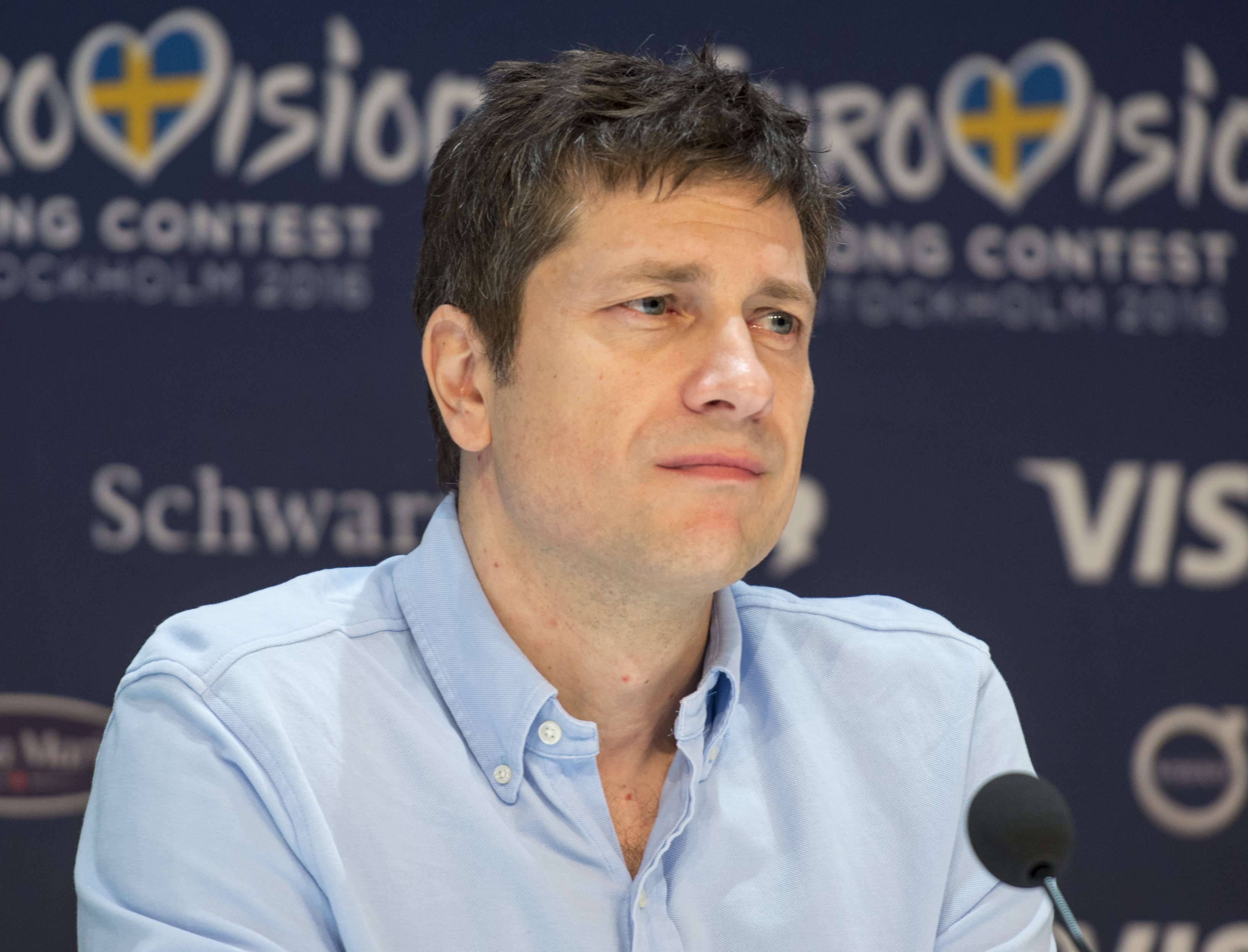
Sven Stojanovic auf einer Pressekonferenz während des Eurovision Song Contest 2016 (Stockholm)

Sven Nikola Stojanović (* 14. November 1969 in Örebro) ist ein schwedischer Regisseur serbischer und kroatischer Abstammung. Er inszeniert überwiegend Produktionen für das schwedische Fernsehen.
Stojanović inszeniert meist die jährliche Fotbollsgalan (Fußballgala), die Grammisgalan (Verleihung der schwedischen Musikpreise), die Guldbaggegalan (Verleihung der schwedischen Filmpreise), und die Idrottsgalan (Wahl zum Athleten des Jahres). Im Jahr 2006 führte er Regie bei der ersten HD-TV-Produktion in Schweden.
Nachdem er bei der Inszenierung des schwedischen Vorentscheids zum Eurovision Song Contest (Melodifestivalen) reichlich Erfahrung sammeln konnte, wurde ihm auch die Regie des Eurovision Song Contests in den Jahren 2000, 2003, 2004, 2005, 2008 und 2016 anvertraut.